# Șoimuș, Hunedoara
Șoimuș (în maghiară Marossolymos, colocvial Solymos, în germană Falkendorf, în trad. "Satul cu șoimi") este satul de reședință al comunei cu același nume din județul Hunedoara, Transilvania, România.

## Lăcașuri de cult

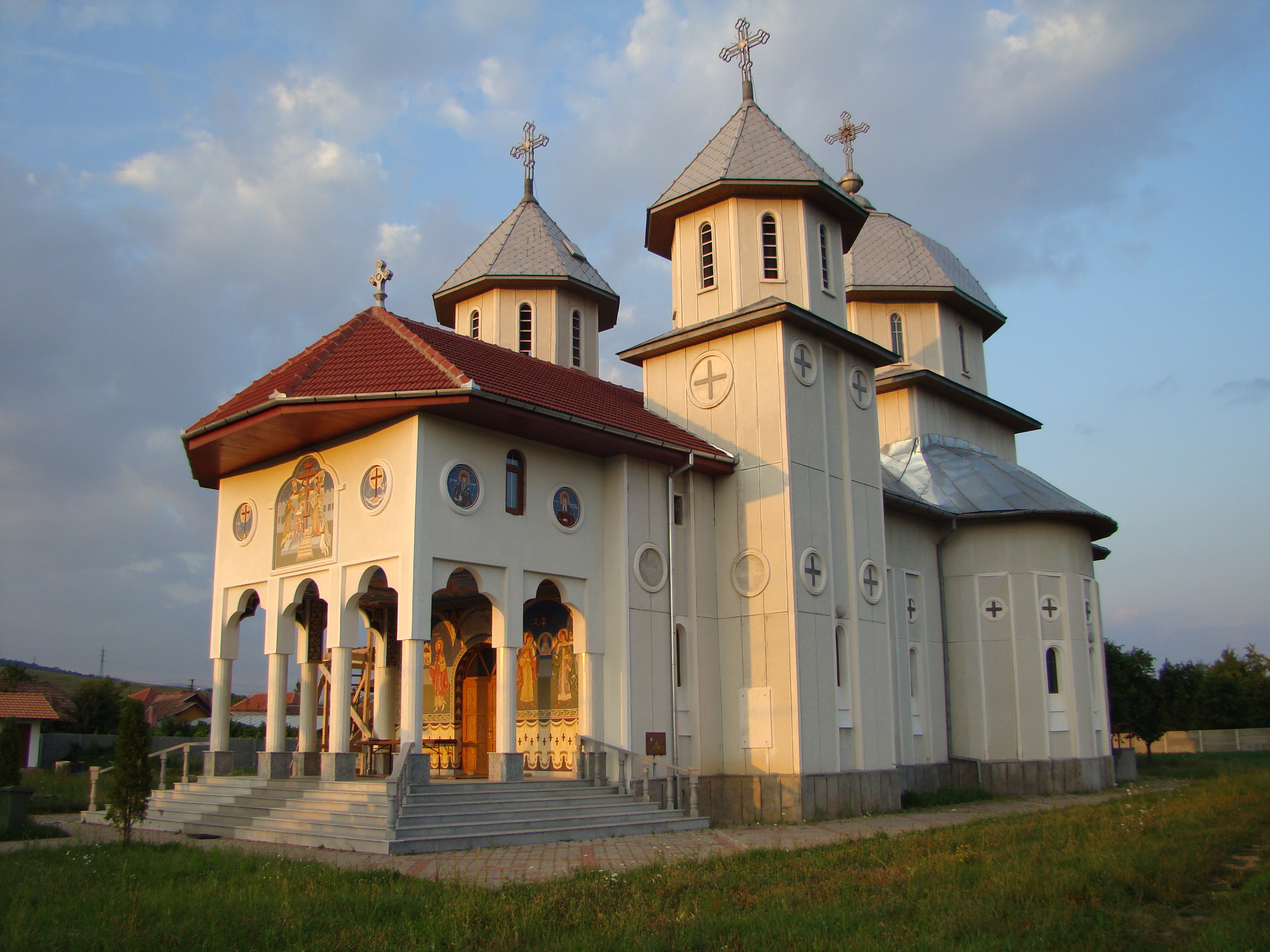
Biserica „Înălțarea Sfintei Cruci” din Șoimuș

Biserica „Înălțarea Sfintei Cruci” din Șoimuș a fost construită între anii 1990 și 2001, în timpul păstoririi preotului Ioan Pădurean; inițiativa data din 1937, dar nu s-a transpus în practică din pricina izbucnirii celui de-al Doilea Război Mondial și apoi a instaurării regimului comunist. Este un edificiu de plan triconc, supraînălțat printr-o turlă octogonală amplă, ridicată pe o bază patrulateră. Intrarea principală (alta se găsește pe latura sudică a altarului), protejată de intemperii printr-un pridvor deschis spațios, este străjuită de două turnuri-clopotniță de înălțime medie, cu terminații octogonale. Cu excepția acoperișului din țiglă al pridvorului, în rest s-a folosit tabla. Lăcașul, pictat în tehnica „frescă” între anii 2002 și 2007, de Vasile Cupșa din București, a fost târnosit la 4 noiembrie 2007.

## Monumente istorice
- Biserica de lemn „Sfântul Nicolae”

## Imagini

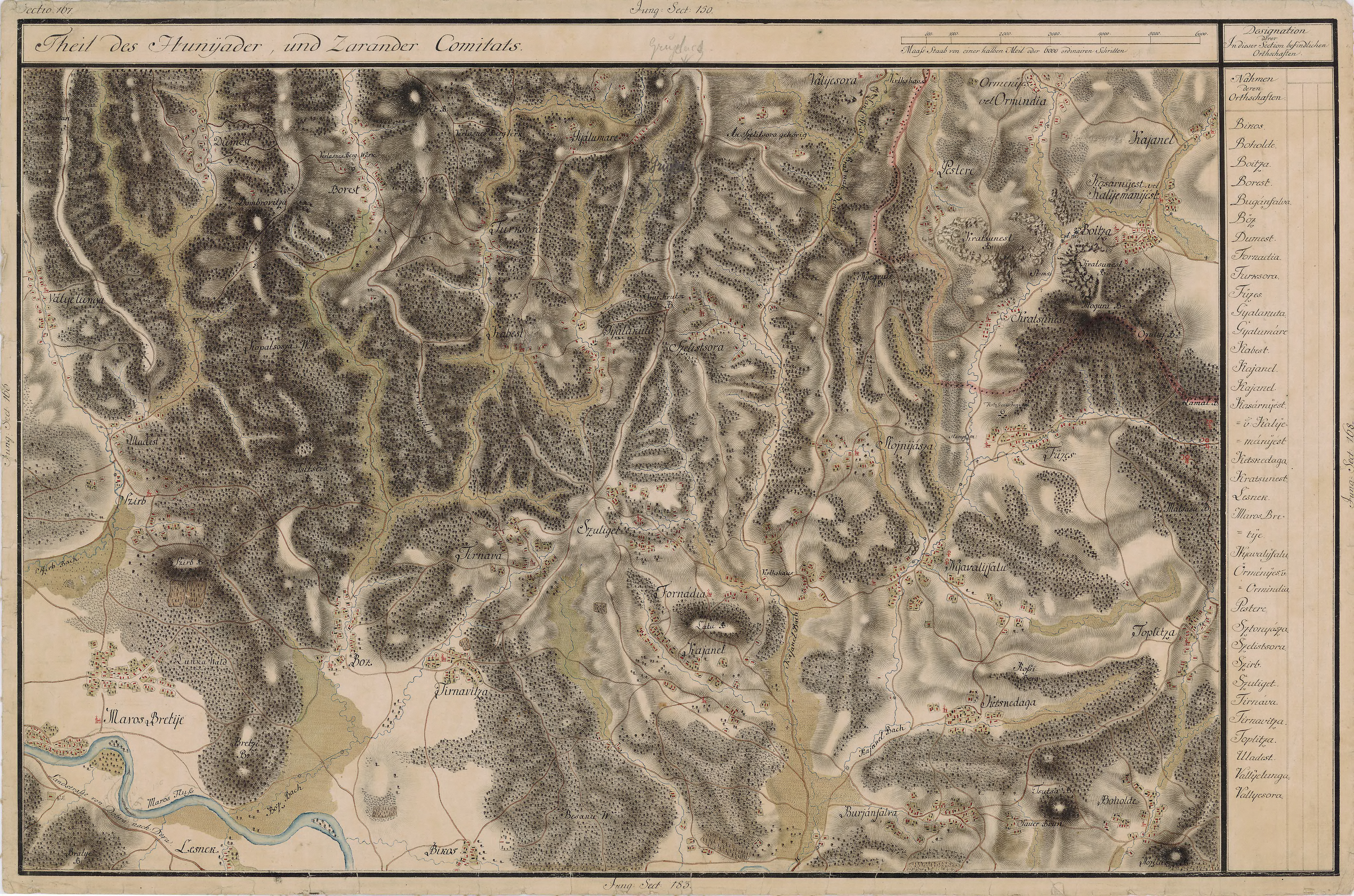
Șoimuș în Harta Iosefină a Transilvaniei, 1769-1773
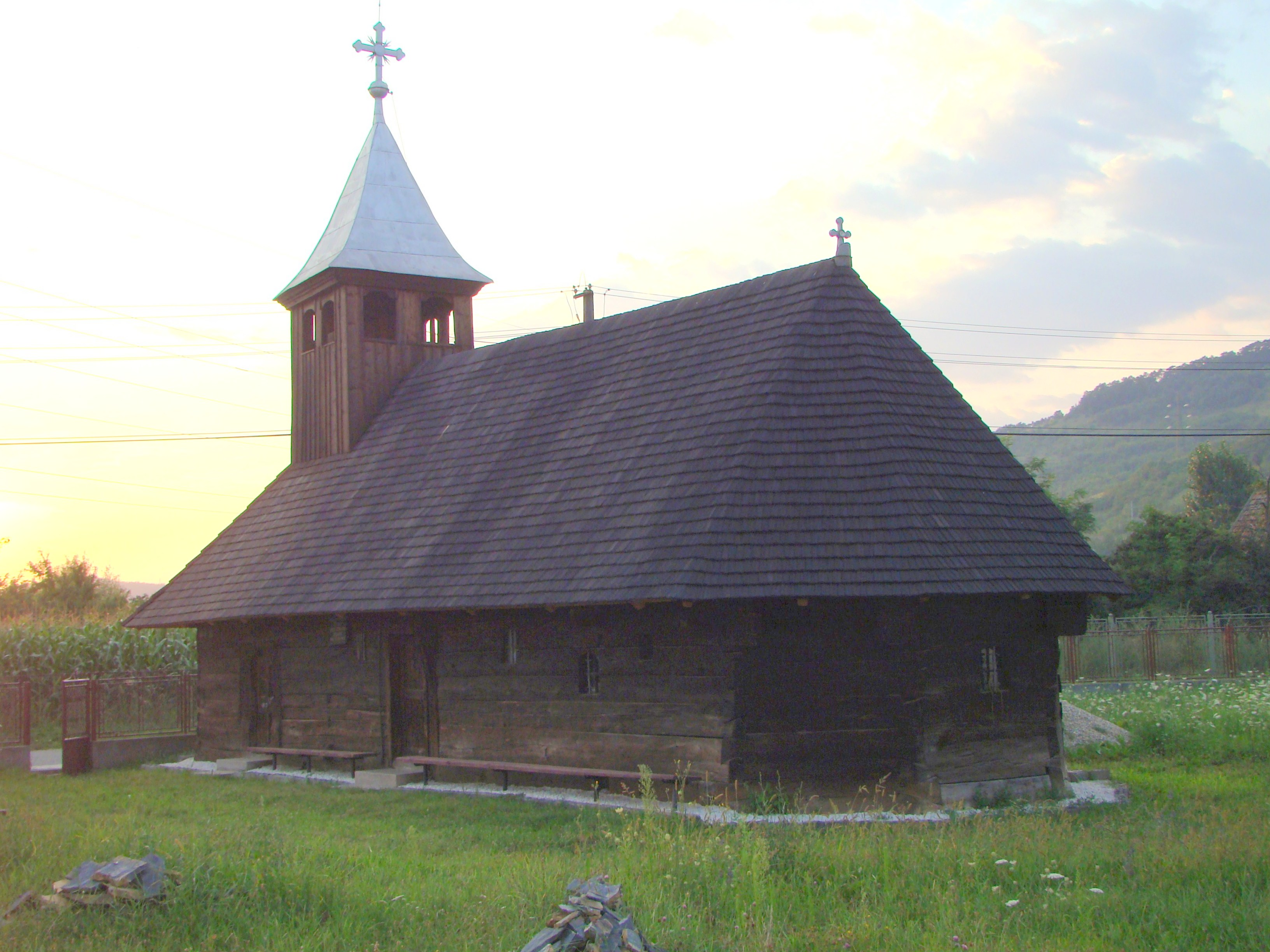
Biserica de lemn „Sfântul Nicolae”